# Wreckfest
Wreckfest é um jogo eletrônico, inicialmente lançado para PC, na Steam, em 14 de junho de 2018, após permanecer por mais de 4 anos no estado de acesso antecipado na plataforma. Produzido pela desenvolvedora finlandesa Bugbear Entertainment e publicado por THQ Nordic, o título, incoativamente chamado "Next Car Game", concentra-se em reproduzir arenas de 'demolição' e corridas com realismo. Ainda que sua projeção de desferimento, em 2017, focasse para o mesmo ano (no PC) e 2018 em consoles, houve atraso para ambos os casos.